# Escudo de la provincia de Buenos Aires
El escudo la provincia de Buenos Aires (Argentina) fue declarado como Escudo oficial de dicha provincia el 19 de octubre de 1935 mediante la Ley 4351. El 1 de enero de 1936, por medio del Decreto Reglamentario N.º 813, se dispuso que los sellos y cuños de todas las dependencias de la administración pública utilicen dicho escudo.

## Historia
En 1813, la Asamblea diseñó el escudo que reemplazaría al español, el cual fue adoptado por Buenos Aires. La Nación y la provincia conservaron el de la Asamblea. En 1880 la ciudad de Buenos Aires pasó a ser la capital de la República, y la provincia siguió usando el escudo de la Asamblea.
El 11 de septiembre de 1852 militares al mando de José María Pirán realizaron un golpe en la provincia de Buenos Aires, tras esto y por decisión del gobernador Valentín Alsina la provincia se separó de la Confederación Argentina, adoptando el nombre de Estado de Buenos Aires y símbolos propios. Uno de estos símbolos sería el escudo nacional argentino, pero extendido, con banderas albicelestes a los lados y dos cañones cruzados en el fondo.
En 1935 se determinaron sus ornamentos, similares a los del escudo nacional: un óvalo con un campo superior celeste y uno inferior blanco, en el cual dos manos derechas se estrechan sosteniendo una pica con un gorro frigio. A diferencia del escudo nacional:
- Los rayos del sol son rectos.
- Las ramas no son iguales, laurel a la izquierda y olivo a la derecha, símbolos de la victoria y la paz.[1]
- La cinta celeste y blanca que unen las ramas tiene flecos memiados.

## Escudos históricos

Escudo de las Provincias Unidas del Río de la Plata (1813-1852, 1861-1935)
Escudo del Estado de Buenos Aires (1852-1861)